# Kan'on-ji

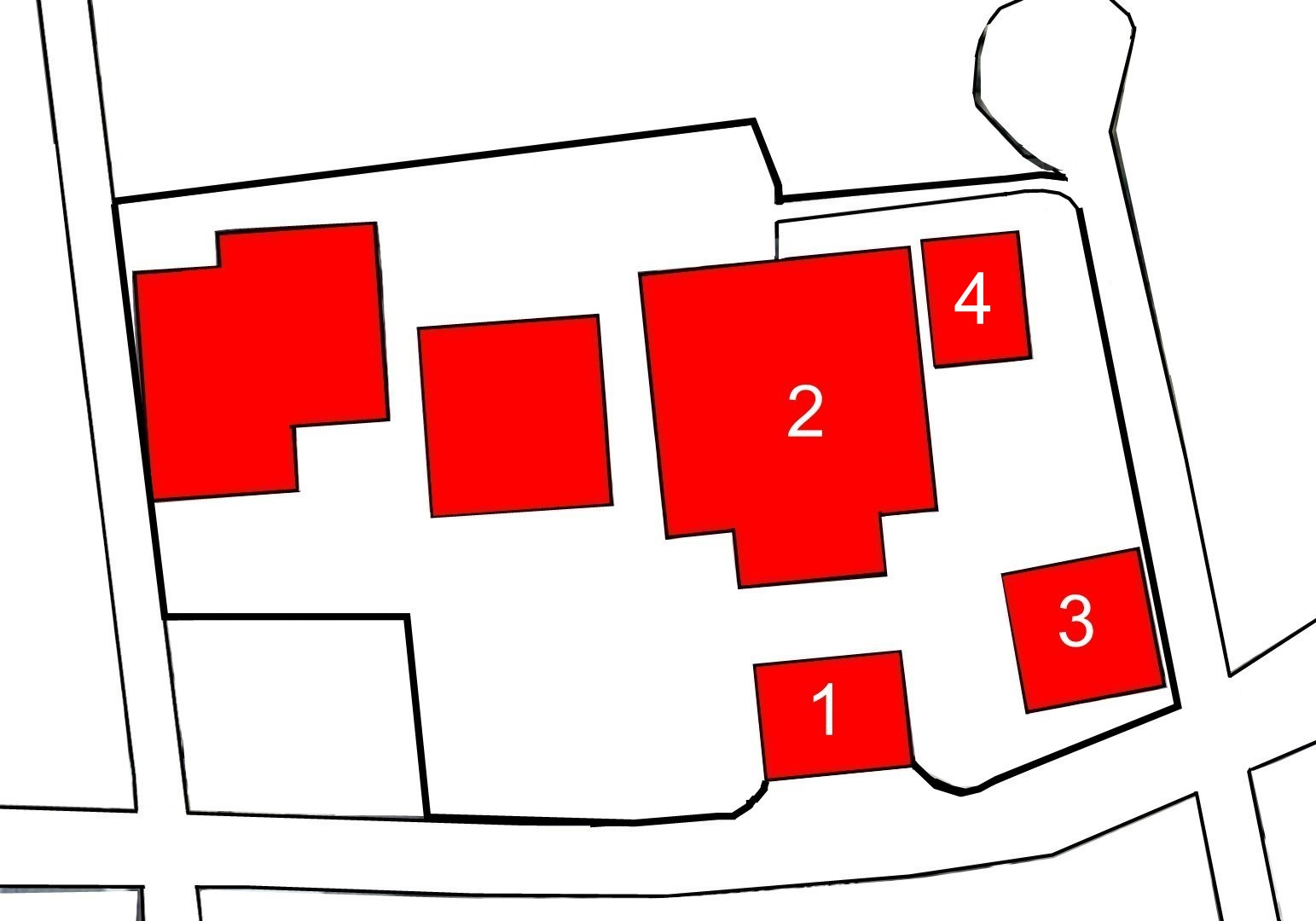
Plan du temple.

 (octobre 2020).
Si vous disposez d'ouvrages ou d'articles de référence ou si vous connaissez des sites web de qualité traitant du thème abordé ici, merci de compléter l'article en donnant les références utiles à sa vérifiabilité et en les liant à la section « Notes et références ».
Ne doit pas être confondu avec Kan'onji.
Kan'on-ji (観音寺, temple de Kan'on) est le 16e temple du pèlerinage de Shikoku. Il est situé sur la municipalité de Tokushima, préfecture de Tokushima, au Japon,.

## Historique
Il fut fondé en 741. Kūkai le visita plus tard.
En 2015, le Kan'on-ji est désigné Japan Heritage avec les 87 autres temples du pèlerinage de Shikoku.

## Accès
On y accède, depuis le temple 15, Kokubun-ji, après une marche d'environ 2 km en ville.

## Galerie

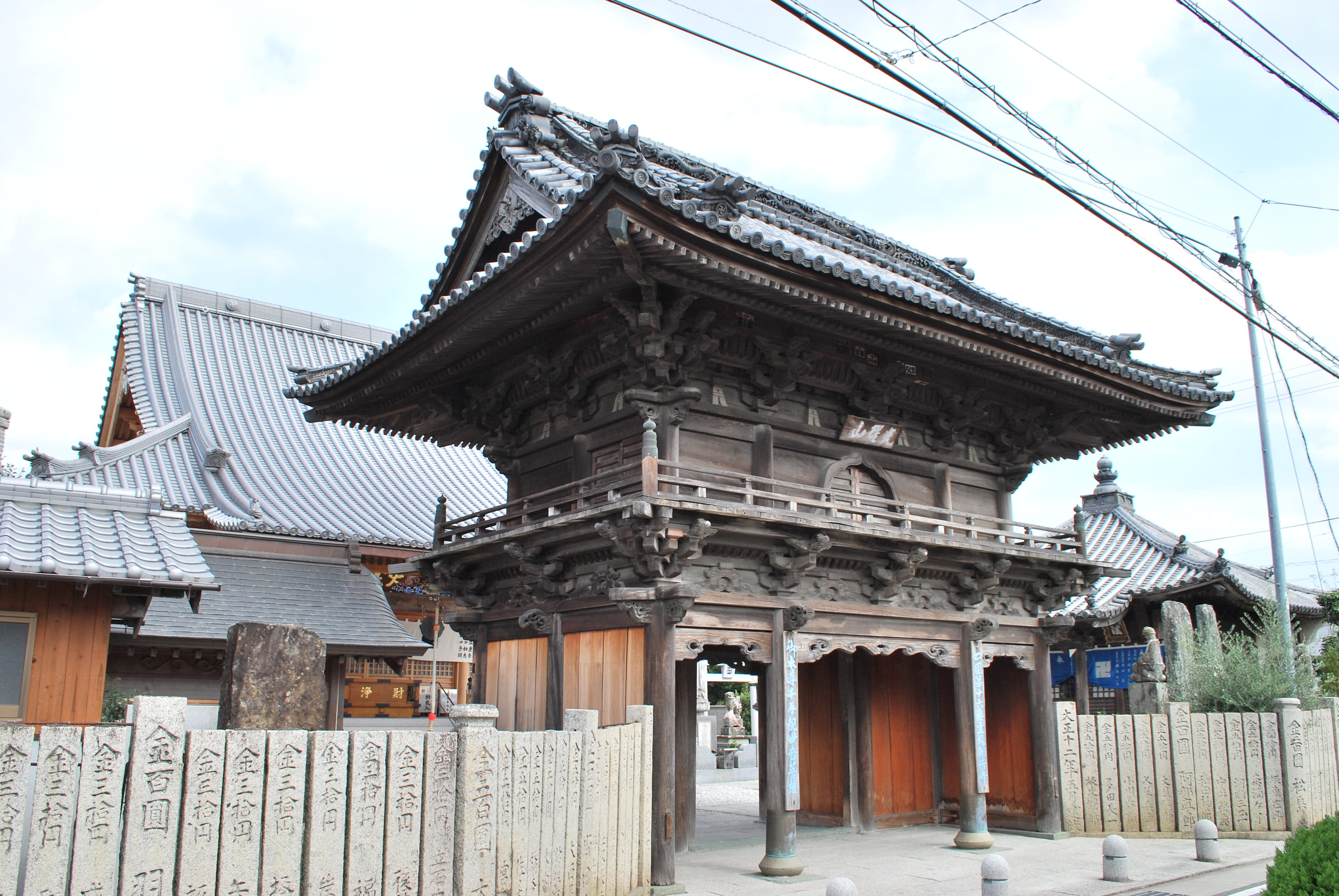
Porte du temple.
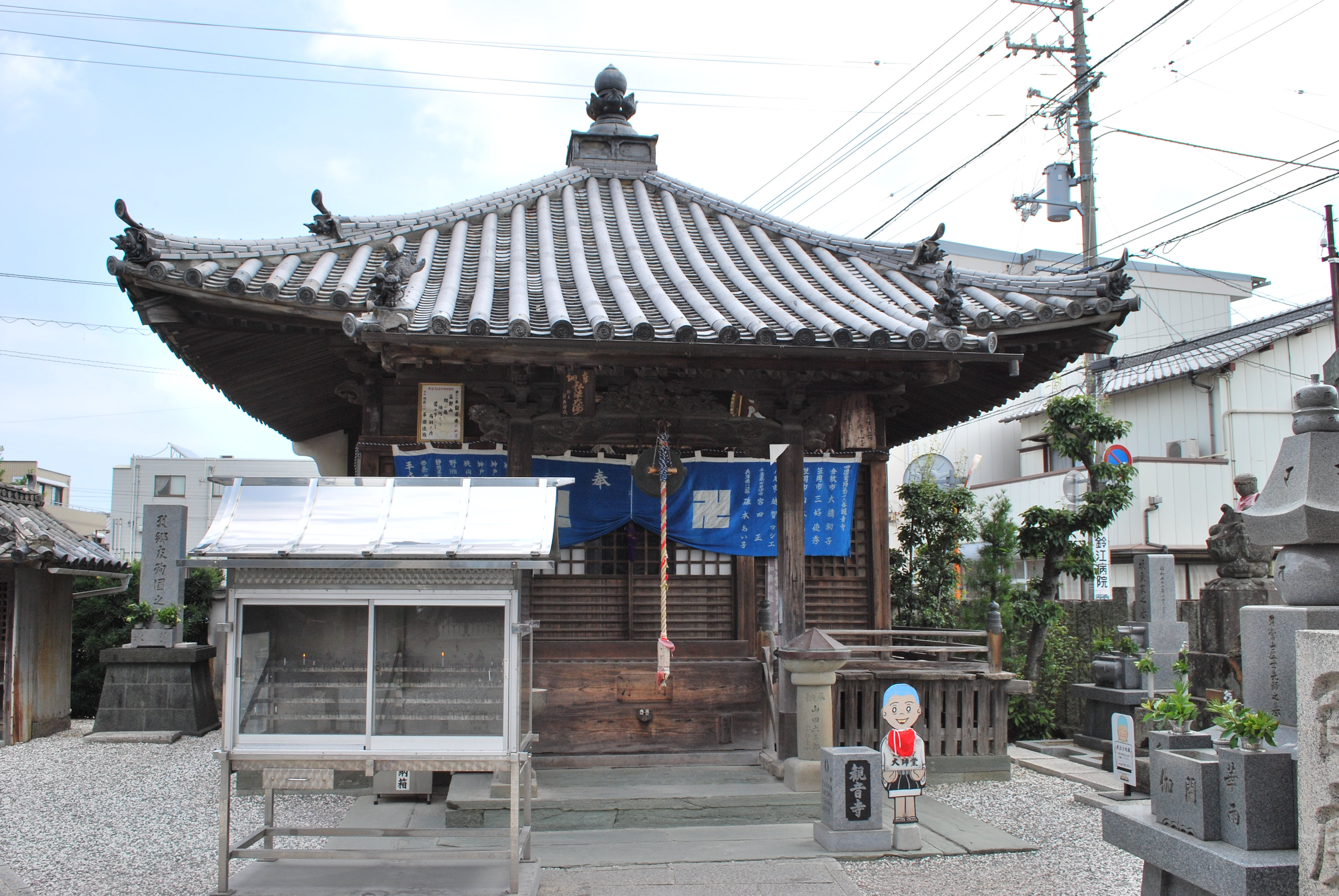
Daishidō.
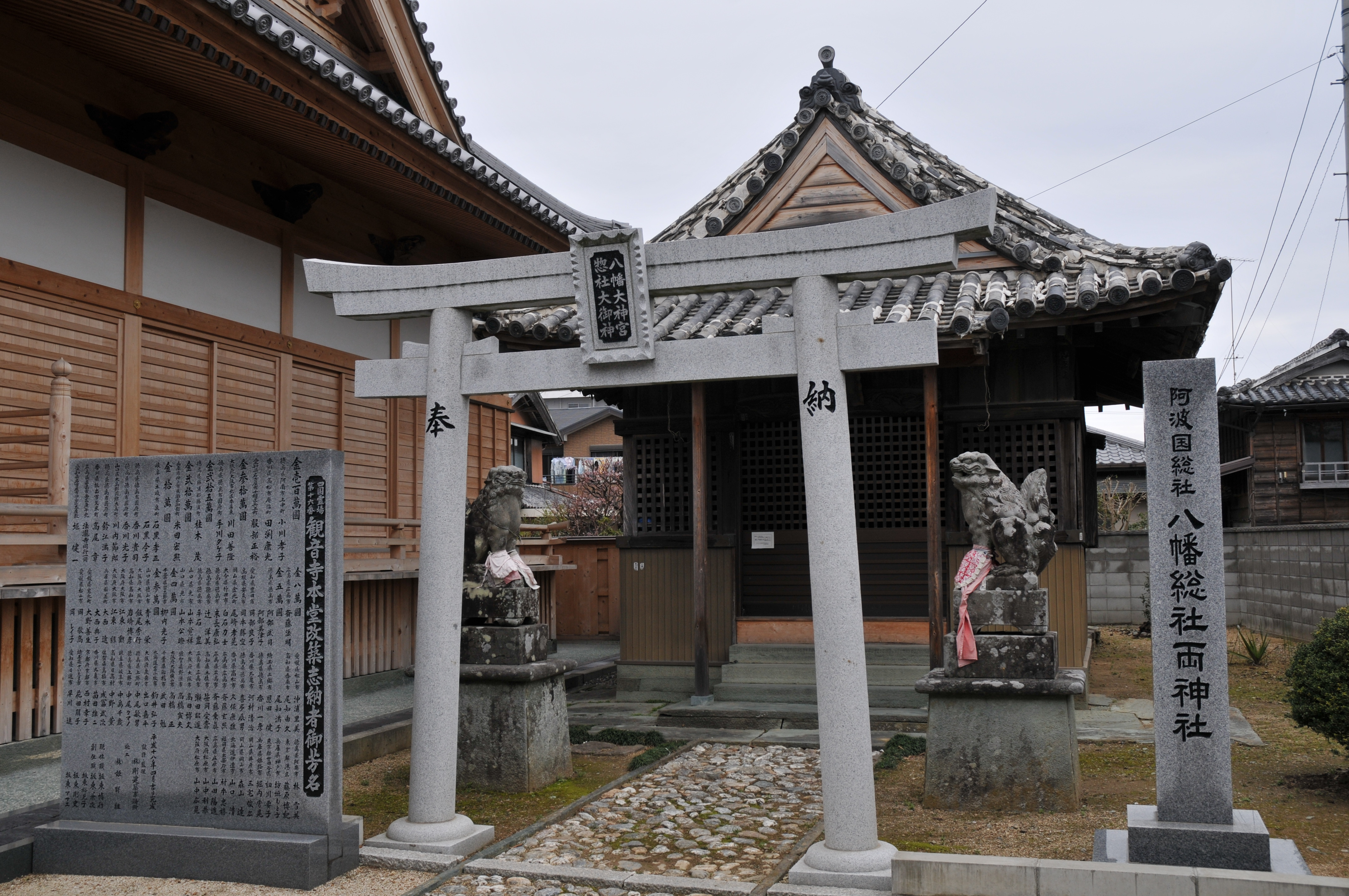
Reliquaire.